# Die satanischen Verse
Die satanischen Verse (englischer Originaltitel The Satanic Verses) ist ein Roman des Schriftstellers Salman Rushdie, der von indisch-muslimischen Immigranten in Großbritannien handelt und teilweise vom Leben des islamischen Propheten Mohammed inspiriert ist. Das Erscheinen des Buches am 26. September 1988 im Verlag Viking Press löste eine Reihe von Protesten und Gewalttaten von fundamentalistischen Muslimen aus. Der iranische „Oberste Führer“ Chomeini rief am 14. Februar 1989 mittels einer Fatwa alle Muslime auf, Rushdie zu töten. Von iranischen Organisationen wurde daraufhin ein Kopfgeld auf Rushdie ausgesetzt, das im Lauf der Jahrzehnte auf 4 Millionen US-Dollar erhöht wurde. Bei Angriffen auf Übersetzer des Werkes wurden 38 Menschen getötet und zahlreiche schwer verletzt. Rushdie selbst überlebte 2022 einen Anschlag nur knapp.

## Inhalt
Die Haupthandlung beschreibt das Leben zweier aus Indien stammender Muslime und beginnt mit dem Zeitpunkt, als ihre Schicksale sich miteinander verbinden: Beide überleben wider jede rationale Möglichkeit gemeinsam den Sturz aus einem explodierenden Flugzeug und sind fortan auf wundersame Weise verwandelt.
Rückblenden auf das frühere Leben dieser beiden Männer sowie die Erinnerungen einiger weiterer Personen durchbrechen die Haupthandlung immer wieder. Eingeflochten sind drei Nebenhandlungen, die in mehrfach unterbrochenen Traumsequenzen erzählt werden und der gesamten Geschichte eine Form von verschachtelter Rahmenhandlung mit Binnenhandlungen geben.

### Die beiden Hauptpersonen
Salahuddin Chamchawala (der sich in Großbritannien Saladin Chamcha nennt) ist ein aus reichem muslimischen Elternhaus stammender Schauspieler, der als Kind nach England geschickt wird, sich beinahe fanatisch mit der gehobenen Kultur Englands identifiziert und seine indische Herkunft ablehnt. Seine Ehe mit einer Engländerin ist nicht besonders glücklich, beruflich hingegen ist er recht erfolgreich als Stimmenimitator und Protagonist einer Fernsehserie, in der er aber nur maskiert zu sehen ist. Sein Verhältnis zu seinem tyrannischen Vater ist schwierig und kühlt just kurz vor Besteigen des Flugzeugs von Bombay nach London nochmals ab. Noch im Flugzeug bemerkt er, dass er in sein altes, indisches Ich zurückzufallen droht.
Ismail Najmuddin (im Roman fast ausschließlich mit seinem Künstlernamen Gibril („Gabriel“) Farishta benannt) stammt hingegen aus einer armen muslimischen Familie, erlebt dann jedoch Ruhm und Reichtum als Darsteller in Bollywood-Filmen, in denen er die verschiedensten hinduistischen Götter darstellt. Er gilt als Frauenschwarm und ist sehr von sich und seinem Lebensglück überzeugt. Aus Liebe zu einer englischen Bergsteigerin jüdischer Abstammung lässt er in einem spontanen Entschluss sein altes Leben hinter sich und fliegt nach London. Im Flugzeug beginnen seine Träume, in denen er als Erzengel Gabriel erscheint. Er fürchtet sich vor diesen Träumen und versucht, jeden Schlaf zu vermeiden, was ihm allerdings nicht gelingt.

### Die Rahmenhandlung
Zufällig befinden sich Saladin und Gibril in demselben Flugzeug, als es von sikhistischen Terroristen entführt und nach 111 Tagen über Großbritannien zur Explosion gebracht wird. Aneinander geklammert überleben die beiden als Einzige den Absturz und stranden bei der alten Dame Rosa Diamond, die ihre große Liebe in Gibril wiederzuerkennen meint. Saladin verwandelt sich in ein ziegenähnliches Wesen, das fatal an einen Teufel (Schaitan) erinnert. Gibril hingegen erscheint strahlend und offenbar von einem Heiligenschein gekrönt. Außerdem scheint Gibrils widerlicher Mundgeruch auf Saladin übergegangen zu sein. Während Polizisten und Ermittler der Einwanderungsbehörde Saladin festnehmen und misshandeln, lässt Gibril ihn im Stich. Er wird von Rosa umsorgt, der er in den letzten Wochen ihres Lebens auf magische Weise hilft, erotische Phantasien oder Erinnerungen an Argentinien zu durchleben, wo sie in den 1940er Jahren lebte. Gleichzeitig fühlt er sich von ihr festgehalten und unfähig, seiner Wege zu gehen.
Als den Polizisten klar wird, dass Saladin kein illegaler Einwanderer, sondern ein prominenter Fernsehschauspieler ist, wird er bewusstlos und mit einer Lungenentzündung kämpfend in ein Krankenhaus gebracht, wo noch weitere „verwandelte“ Menschen leben. Mithilfe einer Krankenschwester gelingt ihm die Flucht. Er ruft seine Frau Pamela an, die – im Glauben, verwitwet zu sein – inzwischen eine Affäre mit Saladins Freund Jumpy Joshi eingegangen ist. Jumpy bringt Saladin in einem kleinen Hotel seiner aus Bangladesch stammenden Freunde, des Ehepaars Muhammad und Hind Sufyan, unter, deren zwei Töchter von Saladin trotz seines abstoßenden Aussehens fasziniert sind. Aus seinem Versteck heraus beeinflusst er unwissentlich die Träume der Menschen. Es entsteht eine Art „Teufelskult“ unter den Einwanderern, der sich mit ihrer Unzufriedenheit zu einem explosiven Gemisch entwickelt, das sich schließlich in Rassenunruhen entlädt. Saladins ungezügelter Hass auf Gibril, der ihn im Angesicht der Einwanderungsbehörde verraten hatte, verhilft ihm dazu, sich wieder in einen normalen Menschen zurückzuverwandeln. Er möchte an sein altes Leben anknüpfen, aber dies gelingt nicht: Seine Frau – schwanger von ihrem Geliebten – will sich scheiden lassen, beruflich kann er nicht an seine alten Erfolge anknüpfen. Nun will er sich an Gibril rächen.
Gibril wendet sich währenddessen nach Rosas natürlichem Tod nach London. Zusätzlich zu seinen Träumen als Erzengel Gabriel hat er jetzt im Wachzustand Visionen, in denen er sich als Erzengel vorkommt. Auch wird er von seiner ehemaligen Geliebten Rekha Merchant verfolgt, die sich nach seiner überstürzten Abreise zusammen mit ihren Kindern vom Hochhaus in den Tod gestürzt hatte. Gibril wird von Alleluja Cone, die der Grund für seine Flugreise gewesen ist, gefunden und aufgenommen. Die Liebe der beiden leidet jedoch unter Gibrils Machogehabe und seiner krankhaften Eifersucht. Gibril verfällt immer mehr einem Wahn. Im Gegensatz zu Saladin kann er anfangs an seine alten beruflichen Erfolge anknüpfen. Überhaupt scheint ihm alles zu gelingen, während Saladin verzweifelt. Dann jedoch wendet sich das Blatt. Er gefährdet seine Beziehung zu Alleluja und auch der Wiedereinstieg als Schauspieler gelingt nicht wie gewünscht. Zunehmend verstrickt er sich in sein zweites Ich als Erzengel.
Als Saladin Gibril mit verstellter Stimme am Telefon terrorisiert, verliert Gibril endgültig die Kontrolle: Mit abgewandelten Kinderreimen („satanischen Versen“) facht Saladin dessen Eifersucht immer weiter an und provoziert so bei Gibril einen geistigen Zusammenbruch, der daraufhin an mehreren Orten der Stadt Feuer legt. Hierbei kommen Pamela, Jumpy und das Ehepaar Sufyan ums Leben. Saladin versucht, Letztere zu retten, scheitert jedoch und wird seinerseits von Gibril gerettet, der sich in letzter Sekunde besonnen hat – trotz des Wissens um Saladins Taten.
Gibril flieht nach Indien und versucht nochmals, an seine alte Karriere anzuknüpfen. Dies gelingt ihm jedoch nicht. Stattdessen verliert er sein Geld und droht bankrottzugehen. Saladin fliegt ebenfalls nach Indien, als er vom nahenden Tod seines Vaters erfährt. Am Sterbebett versöhnt er sich mit ihm, versöhnt sich auch mit seiner Herkunft und findet zurück zu seiner ersten Liebe, Zeenat Vakil, genannt Zeeny. In einem Showdown erscheint Gibril bei Saladin, nachdem er seine Ex-Freundin Alleluja und ihren vermeintlichen Liebhaber „Whisky“ Sisodia ermordet hat. Voller Verzweiflung über seine Geisteskrankheit begeht er vor Saladins Augen Selbstmord.

### Die Träume

#### Der Imam
Gibril träumt von einem schiitischen, extrem misogynen Imam, der sich in London im Exil befindet, obwohl er diese Stadt verachtet, und auf die Revolution und seine Rückkehr in die Heimat hinarbeitet. Gibril beobachtet ihn anfangs in seiner Wohnung. Später bringt der Erzengel den Imam unter Zwang zum heimatlichen Königspalast, als dieser gerade gestürmt wird. Dem Imam gelingt es, seine Erzfeindin Aischa zu besiegen.

#### Das Mädchen
Gibril träumt von einem indischen Mädchen, das ebenfalls Aischa heißt und vom Erzengel Gabriel zur Prophetin erkoren worden ist. Aischa scheint die Reinkarnation einer vor hundert Jahren gestorbenen Seherin zu sein. Das ganze Dorf folgt ihr zu Fuß auf den Haddsch nach Mekka, da sie den Menschen versprochen hat, dass das Arabische Meer sich vor ihnen teilen werde.
Mishal Said ist todkrank und sucht während der Pilgerreise Rettung vor dem Tod. Ihr Mann, der Zamindar Mirza, fährt mit seinem Mercedes neben und hinter den Pilgern. Er glaubt nicht an die Seherin und sorgt sich um seine Frau. Er schürt Zweifel unter den Menschen, allerdings weitgehend erfolglos. In Bombay angekommen folgen die meisten Dörfler Aischa ins Meer, in dem sie ertrinken; es gibt aber auch Berichte, dass sie auf wundersame Weise überlebten.

#### Der Prophet
Die Historie Mohammeds und der Stadt Mekka wird nacherzählt. Mohammed heißt hierbei Mahound, Mekka wird Jahilia genannt (arabisch für „Unwissenheit, Ignoranz“), der neue Glaube nennt sich explizit „Unterwerfung“ (arabisch „Islam“).
Im Kampf um den Glauben der Menschen in der Stadt werden die taktischen Zugeständnisse des Propheten sowie der spätere Krieg beschrieben. Die dem Roman seinen Namen gebenden „satanischen Verse“ und ihr Nutzen für Mahounds Politik innerhalb der Stadt Jahilia werden in diesem Zusammenhang besonders erwähnt.
Mehrfach wird dargelegt, dass die Visionen Mahounds zielgerichtet genau dann erfolgen, wenn Mahounds Worte oder Entscheidungen von seinen Anhängern kritisiert werden, und dass diese Visionen ausnahmslos im Sinne von Mahound erfolgen. Die krämerhafte, geschäftsmäßige Auflistung von Ge- und Verboten durch Mahound wird geschildert.
Unter anderem wird eine Episode mit Mahounds persischem Schreiber Salman erzählt, der aufgrund seiner Zweifel eigenmächtig die zu schreibenden Worte des Propheten ändert, was Mahound erst nach massiven Manipulationen auffällt.
Der Kampf um den „rechten“ Glauben wird zusätzlich in Zusammenhang mit dem wirtschaftlichen Überlebenskampf der Stadt Jahilia gebracht.
In dieser Vision gibt es gleich zwei Aischas: einmal die historisch verbürgte letzte Frau des Propheten, dann eine junge Frau, die in einem Bordell in Jahilia arbeitet. Die Frauen, die dort auch nach dem Verbot der Prostitution durch Mahound weiter arbeiten, nehmen zum Vergnügen ihrer Kunden alle Namen von dessen Ehefrauen an. Sie bezahlen diesen Frevel mit ihrem Leben.

## Erläuterungen

### Islam
„Satanische Verse“ ist die Bezeichnung für gewisse, angeblich gelöschte Koran-Verse.
Nach einer bei at-Tabarī erhaltenen Überlieferung fuhr Mohammed nach Sure 53 Vers 19 f., in dem es um die Göttinnen al-Lat, Uzza und Manat des vorislamischen Mekka geht, aufgrund der Einflüsterung des Satans fort: „Das sind die erhabenen Kraniche. Auf ihre Fürbitte darf man hoffen.“
Die neue, gereinigte oder berichtigte Fassung der Sure 53 verdrängte diese Göttinnen, da sie auch als (untergeordnete) verehrungswürdige Wesen nicht mit dem Monotheismusgebot in Einklang zu bringen waren.
Diese Episode aus der Geschichte des Islams wird im Roman erzählt – zusammen mit vielen anderen, die nahelegen sollen, dass Mohammed ein geschickter Politiker war, göttliche Inspiration oder nicht („Wie praktisch, ein Prophet zu sein“). Im Roman wird unter anderem geschildert, dass Mohammed mit seinen Anhängern über den rechten Glauben diskutierte und sich bei Uneinigkeiten auf einen Berg zurückzog. Dort erfuhr er, und dies deckt sich mit den koranischen Angaben, im Traum vom Erzengel Gabriel den Willen Allahs. Günstigerweise vertrat der Erzengel dabei immer diejenige Auffassung, die Mohammed bereits hatte. Außerdem wurden die Worte Gabriels respektive Mohammeds, die er als Analphabet seinem persischen, am Propheten zweifelnden Anhänger und Schreiber diktiert, in zunehmendem Maße verfälscht.
Den Titel seines Romanes Satanische Verse hat Rushdie nach eigenen Angaben von at-Tabarī übernommen. Der Publizist Daniel Pipes konnte die Bezeichnung „satanic verses“ aber erst im 1861 erschienenen Werk The Life of Mohammed des Orientalisten William Muir nachweisen. In seiner komischen Darstellung der Offenbarung des Korans, bei der der an sich offenbarende Engel Gabriel (bzw. Gibril Farishta, der seine Rolle spielen muss) passiv bleibt, lässt Rushdie die Deutung zu, dass nicht nur die sofort verworfenen satanischen Verse, sondern der ganze Koran von Satan stammt.
Folgende Figuren und Begriffe weisen eine Ähnlichkeit mit Persönlichkeiten bzw. Gegebenheiten der koranisch-/islamischen Geschichte:
- Mahound: im Roman ein Geschäftsmann, der auf seinen heißen Berg im Hidschas steigt. (Seite 128) In dieser Stadt begründet der zum Propheten gewordene Geschäftsmann Mahound eine der großen Religionen der Welt. (Seite 130) Nach der Widerrufung der Satanischen Verse kehrt der Prophet Mahound nach Hause zurück, wo ihn eine Art Strafe erwartet […] die siebzigjährige Frau des Propheten sitzt unter einem steinvergitterten Fenster, aufrecht, mit dem Rücken zur Wand, tot. Der Grande (Bürgermeister/Ratsvorsitzender) von Jahilia ordnet Verfolgungen an, die Hind – seine Ehefrau, angelehnt wohl an Abū Sufyān ibn Harbs Ehefrau Hind bint ʿUtba – nicht weit genug gehen. Der Name der neuen Religion ist UNTERWERFUNG. (Seite 169). (arabisch إسلام islām ‚Unterwerfung (unter Gott) / völlige Hingabe (an Gott)‘[7][8])
- Jahilia: im Roman eine Stadt gänzlich aus Sand gebaut. (Seite 128) Jahilia bedeutet nach koranischem Verständnis die Zeit der Unwissenheit vor dem Auftreten des Propheten. Jahilia wird hier offensichtlich mit der Stadt Mekka gleichgesetzt.
- Schark: im Roman (Seite 130) der Name des Stammes der Geschäftsleute aus der Stadt Jahilia. Eine doppelte Anspielung: Die Stadt, die „Unwissenheit“ genannt wird; der Stamm Schark, Schirk bedeutet Götzendiener, der mehrere Götter gleichzeitig anbetet. Zudem ist dies eine Anspielung auf die Kaaba und ihre vorislamische Bedeutung, die im Roman als schwarzer Tempel der 360 Gottheiten dargestellt wird. Dieser Stamm Schark bzw. Schirk, der offensichtlich die Stadt Jahilia kontrolliert, wäre in der realen Geschichte der Stadt Mekka der Stamm der Quraisch, aus dem auch der Prophet Mohammed kam.
- Abu Simbel: Der Grande von Jahilia (Seite 131) deckt sich auffällig mit Mohammeds Onkel Abu Talib. Oberhaupt des herrschenden Rates der Stadt, über alle Maßen reich, Eigentümer der einträglichen Tempel an den Stadttoren […] was konnte die Gewißheit eines solchen Mannes erschüttern? Und dennoch naht auch für Abu Simbel eine Krise. Ein Name quält ihn, und Sie können sich denken, wie er lautet: Mahound Mahound Mahound.
- Beheshti: im Roman (Seite 130) ein verachteter Wasserträger, der die lebensnotwendige, gefährliche Flüssigkeit heraufholt und zu Mahounds Heerführer und Vollstrecker nach der Ermordung von Mahounds Onkel durch Hind aufsteigt. Behesti war in der islamischen Revolution des Irans tatsächlich eine von der Opposition gehasste Persönlichkeit und der „Wasserträger“ Chomeinis.
- Imam: Im Roman schreibt Rushdie über ihn, als der bärtige, beturbante Imam. Wer ist er? Ein Verbannter, ein Mann im Exil. (Seite 273) […] Das Exil ist ein Traum von der glorreichen Rückkehr. […] Für den Mann im Exil ist Paranoia eine Vorbedingung des Überlebens. (Seite 275) Der Imam ist eine gewaltige Ruhe. Er ist lebender Stein (Seite 279). Er ist der Geisterbeschwörer und die Geschichte ist sein Trick. (Seite 280). Der Imam trinkt ständig Wasser, alle fünf Minuten ein Glas, um sich sauberzuhalten; das Wasser wird, bevor er daran nippt, mit Hilfe eines amerikanischen Filterapparats von allen Verunreinigungen befreit. Die jungen Männer, mit denen er sich umgibt, kennen seine berühmte Monographie über das Wasser, dessen Reinheit, die sich, wie der Imam glaubt, dem Trinkenden mitteilt … (Seite 278) – eine direkte Anspielung auf Chomeinis Abhandlung von der Natur des Wassers. Dies offenbart Rushdies genaue Kenntnisse über das tägliche Leben Chomeinis im Pariser Exil, die Parallelen zu Ruhollah Chomeini sind offensichtlich.
- Bilal X: Im Roman schreibt Rushdie über Bilal X: Eine Fabel, die er [Imam] von einem seiner Günstlinge gehört hat, dem amerikanischen Konvertiten, der einmal ein erfolgreicher Sänger war und jetzt als Bilal X bekannt ist. (Seite 276) […] Verbrennt die Bücher und vertraut dem Buch, zerreißt die Papiere und hört das Wort, wie es der Engel Gibril dem Verkünder Mahound offenbart hat … legt er Bilal in den Mund. (Seite 281) Bilal X, der mehr als nur die Namensgleichheit mit Bilāl ibn Rabāh aufzuweisen hat, hat unübersehbar Parallelen zu Cat Stevens.

### Migration und Hybridität
Fast alle handelnden Personen des Romans haben einen Migrationshintergrund. Sie werden von den autochthonen Briten regelmäßig als Teufel beschrieben, in der Krankenhausszene haben mehrere von ihnen, wie Saladin, sogar real teuflische Gestalt angenommen. Gleichzeitig verteufeln die Einwanderer aber auch das Land, in dem sie leben, wenn Hind London als Stadt ungläubiger Dämonen abtut oder Saladin London als Gehenna und Muspelheim empfindet. Auch die Figuren der Träume, der Imam in seinem Exil, Mahound auf der Hedschra und Aischa, die eine ganze Dorfbevölkerung trockenen Fußes von Indien nach Arabien zu bringen verspricht, sind Migranten. Sie alle spielen verschiedene Formen des Umgangs mit hybriden Identitäten durch. Diese Hybridität bezeichnete Rushdie in einem Essay später als „große Möglichkeit, die die Massenmigration der Welt bietet“, als Chance, den „Absolutismus des Reinen“ zu überwinden. Vor diesem Hintergrund grenzt sich Rushdie ab von dem postkolonialistischen Theoretiker Frantz Fanon, der meinte, dass Intellektuelle notwendig wählen müssten zwischen der Identifizierung mit ihrem Herkunftsland oder der mit dem Land, von dem sie kolonisiert wurden. Rushdie lässt seinen Protagonisten Farishta über Fanon räsonieren, er lehnt die Notwendigkeit einer solchen Wahl ab.

### Anspielungen auf andere Werke
Die Satanischen Verse stützen sich in vielfältiger Form auf andere Werke, zitieren sie oder spielen auf sie an. In einem Interview nannte Rushdie selbst Michail Afanassjewitsch Bulgakows Der Meister und Margarita (1940) – wie in diesem Roman der Teufel durch das moderne Moskau geht, so schreitet, nicht weniger verderbenbringend, in den Satanischen Versen ein Engel durch London. Außerdem bezog er sich auf die Metamorphosen des Ovid, in denen die handelnden Personen gleichfalls keine feste Identität behalten können. Weiters lassen sich Bezüge auf John Miltons Paradise Lost von 1667, auf William Blakes The Marriage of Heaven and Hell von 1790/93 sowie auf Henry Rider Haggards She feststellen: Nach Ansicht Peter Paul Schnierers weist die faszinierend-dämonische Herrscherin dieses Bestsellers aus dem Jahr 1887 Analogien zu den verschiedenen Aischa-Figuren der Satanischen Verse auf. Darüber hinaus setzt er sich mit William Shakespeares Othello von 1602/03 auseinander – der „Mohr von Venedig“ hat ebenfalls einen Migrationshintergrund, und seine krankhafte Eifersucht wird wie die von Gibril Farishta durch die Intrige eines Dritten ins Kriminelle gesteigert. Aufgrund dieser reichen Intertextualität gelten Die satanischen Verse als Beispiel für postmoderne Literatur.

## Wirkung
Der Roman erhielt im November 1988 den Whitbread-Preis.
Wenige Tage nach Veröffentlichung des Buchs wurde seine Einfuhr in die Republik Indien verboten. Das Einfuhrverbot wurde im November 2024 durch das Delhi High Court wieder aufgehoben, weil die zugrundeliegende Verfügung nicht mehr auffindbar gewesen sei. Davon abgesehen war die Veröffentlichung des Buchs in Indien nicht betroffen gewesen. Der Guardian berichtete, der Titel verkaufe sich gut in den Buchhandlungen.

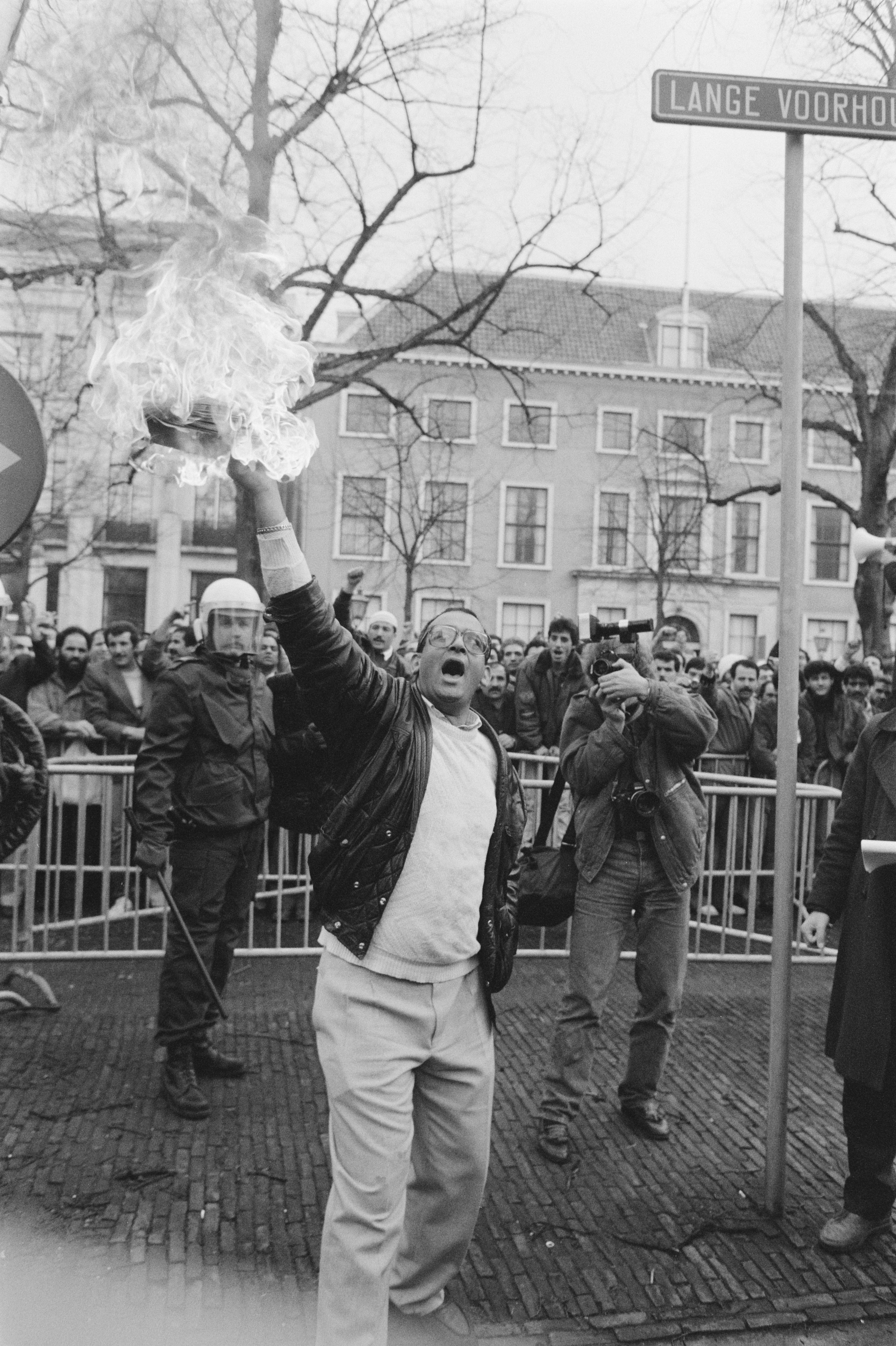
Ein Mann verbrennt ein Exemplar des Buchs in Den Haag (1989)

Am 14. Januar 1989 wurde das Buch auf einer Demonstration von Muslimen in Bradford symbolisch verbrannt. Auf einer Demonstration am 27. desselben Monats im Londoner Hyde Park richteten Muslime eine Petition an die Verlagsgruppe Penguin, zu der Viking gehört. Am 14. Februar 1989 gab der iranische Ajatollah und Revolutionsführer Ruhollah Chomeini eine Fatwa heraus, die mit einem Kopfgeld für die Tötung des Autors verbunden war. Die in London ansässige Nichtregierungsorganisation Article 19 gründete das Rushdie Defence Committee, welches am 2. März 1989 einen von mehr als 1000 Autoren weltweit unterzeichneten Aufruf zum Schutz der Meinungsfreiheit herausgab. Am 7. März 1989 brach der Iran seine diplomatischen Beziehungen zu Großbritannien ab. Nach dem Tod Chomeinis im Juni 1989 sagte der britische Muslimführer Kalim Siddiqui, dass die Fatwa gegen Rushdie fortgelte. In Rushdies erster Veröffentlichung nach der Fatwa am 4. Februar 1990 in der Zeitung The Independent wies er den Vorwurf zurück, Gotteslästerung begangen zu haben, und gab an, kein Muslim zu sein. Der Iran und Großbritannien nahmen ihre diplomatischen Beziehungen am 28. September wieder auf. Die Fatwa war auch Todesurteil für alle, die an der Veröffentlichung beteiligt waren und den Inhalt des Buchs kannten, das gegen den Islam, den Propheten und den Koran sei.

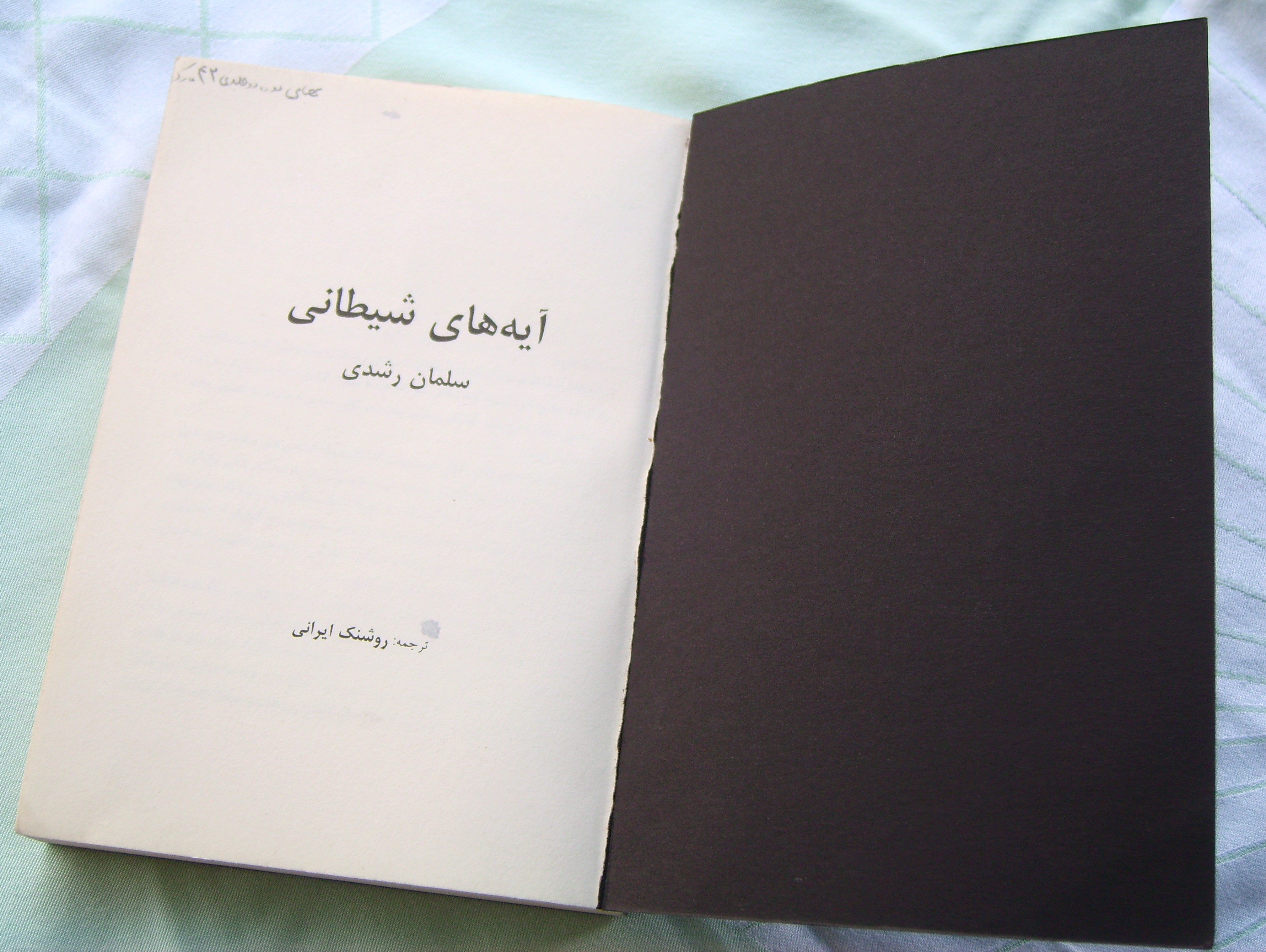
Ausgabe in Persisch (vor 2001)

In Deutschland wurde der Artikel 19 Verlag gegründet, um das Buch auf Deutsch zu veröffentlichen. Als der englische Verlag den Roman nicht als Taschenbuch herausgeben mochte, tat das ein Konsortium von Verlagen in den USA.
Auf mehrere Übersetzer des Buchs wurden Anschläge verübt. Der italienische Übersetzer Ettore Capriolo wurde am 3. Juli 1991 in seiner Wohnung in Mailand durch Stiche verletzt und der japanische Übersetzer Hitoshi Igarashi am 11. Juli 1991 im Gebäude seines Büros an der Universität Tsukuba erstochen. Im Sommer 1993 setzte ein fanatischer Mob ein Hotel im türkischen Sivas in Brand, in dem sich der türkische Übersetzer Aziz Nesin aufhielt, 37 Menschen (die meisten von ihnen alevitische Muslime) starben. Nesin konnte fliehen.
Der norwegische Verleger, William Nygaard, wurde im Oktober 1993 durch Schüsse schwer verletzt.
Die Regierung des Iran distanzierte sich unter dem dem Reformlager zugerechneten Präsidenten Mohammad Chātami 1998 zwar von Chomeinis Mordaufruf, doch sein Nachfolger Ali Chamenei beharrte 2005 darauf, dass die Fatwa fortgelte. 2019 erklärte der inzwischen zum Obersten Führer des Iran aufgestiegene Chamenei dann aus Anlass des dreißigsten Jahrestag der Fatwa, dass Chomeinis damaliges Urteil über Rushdie auf heiligen Versen basiere und unwiderruflich sei.
Im Februar 2016 meldete der Independent, dass vierzig staatliche iranische Medien zum Jahrestag der Fatwa das Kopfgeld für den Tod Rushdies um 600.000 Dollar – auf insgesamt mittlerweile fast 4 Millionen Dollar – erhöht hatten.
Am 12. August 2022 wurde Rushdie bei einer Veranstaltung in Chautauqua, New York auf offener Bühne niedergestochen. Der Täter, der mit dem schiitischen Extremismus und der Islamischen Revolutionsgarde sympathisieren soll, wurde verhaftet. Rushdie ist seitdem auf einem Auge blind.

## Originalausgabe
- The Satanic Verses. Viking, New York, NY 1988, ISBN 0-670-82537-9.

## Deutschsprachige Ausgaben
- Salman Rushdie: Die Satanischen Verse. Artikel 19 Verlag, Hamburg 1989, ISBN 3-9802315-1-8 (deutsche Erstausgabe).

Aktuelle Taschenbuchausgabe
- Salman Rushdie: Die Satanischen Verse (Originaltitel: The Satanic Verses). Penguin, München 2017, ISBN 978-3-328-10216-8.